# Taohelong
Taohelong jinchengensis
Genre
Espèce
Taohelong est un genre éteint de dinosaures ornithischiens herbivores de l'infra-ordre des ankylosauriens, de la famille des nodosauridés et de la sous-famille des polacanthinés. Ses restes fossiles ont été trouvés dans le centre-nord de la Chine dans la province du Gansu près de la ville de Lanzhou, dans des calcaires lacustres de la formation géologique du groupe d'Hekou datés du Crétacé inférieur. C'est le premier genre de polacanthinés découvert en Asie.
Une seule espèce est rattachée au genre : Taohelong jinchengensis, décrit par Jing-Tao Yang et ses collègues en 2013.

## Étymologie
Le nom de genre Taohelong combine les mots du mandarin « long », « dragon » et « he », « rivière », ainsi que le nom de la rivière Tao, pour signifier le « dragon de la rivière Tao ». Son nom d'espèce jinchengensis indique sa provenance du lieu-dit Jincheng.

## Description
Taohelong n'est connu que par des restes très fragmentaires d'un seul spécimen référencé GSDM 00021. Il s'agit d'une vertèbre de queue, de trois côtes dorsales, d'un ilion gauche et de plaques osseuses dermiques qui forment l'armure caractéristique des ankylosauriens. Ces ostéodermes sont ici de taille et de forme variables, ils incluent un bouclier au niveau du sacrum.
Des œufs de dinosaures ont été découverts sur le même site en 2016 par Jun-Fang Xie et ses collègues. Ils ont été décrits comme un nouveau oo-genre et même une nouvelle oo-famille d’œufs fossiles sans pouvoir conclure s'ils appartenaient à Taohelong.

## Classification
L'analyse phylogénétique réalisée par les inventeurs du genre place Taohelong parmi les polacanthinés, le premier découvert en Asie, en groupe-frère du genre Polacanthus.